# Administrativní dělení Španělska
Padesát provincií (provincias) Španělského království je seskupeno do 17 autonomních regionů zvaných autonomní společenství (comunidades autónomas). Další 2 provincie na pobřeží severní Afriky – města Ceuta a Melilla mají postavení autonomních měst (ciudades autónomas). Krom toho Španělsko ještě ovládá velmi malá území (především ostrovy) při pobřeží severní Afriky, která nepatří k žádnému autonomnímu společenství ani městu, označovaná jako Španělské severoafrické državy (plazas de Soberanía en el Norte de Africa).

## Vznik autonomních oblastí a jejich pravomoci
Při přeměně Španělska v demokratický stát po pádu diktatury generála Francisca Franca hrály důležité role centralismus, nacionalismus a separatismus. Z obavy, že by separatismus vedl k nestabilitě a k další diktatuře, vznikl kompromis napříč umírněnými politickými stranami, které se účastnily vzniku španělské ústavy v roce 1978. Cílem bylo uspokojit separatistická hnutí, a tak odzbrojit extremisty. Španělsko bylo přeměněno ve vysoce decentralizovaný stát, což ostře kontrastuje s předchozím frankistickým režimem, stejně jako ve většině centralizovanou strukturou západoevropských států. Jednotlivé autonomní oblasti byly vymezeny většinou na základě historických nebo národnostních hledisek.
Autonomní oblasti mají rozsáhlou autonomii s širokými legislativními a výkonnými kompetencemi, vlastní parlament a vládu, což odpovídá poměrům ve federaci.
Rozsah pravomocí se u každého autonomního společenství poněkud liší a je stanoven v „autonomním statutu“ (estatuto de autonomia) příslušného společenství, což je v podstatě jakási regionální ústava. Ve skutečnosti je tu určitý rozdíl mezi „historickými“ autonomními společenstvími, jakými jsou Baskicko, Katalánsko, Galicie, Andalusie, a zbytkem. „Historická“ získala více pravomocí, včetně možnosti regionálních předsedů vlád určovat termíny regionálních voleb. Baskicko a Katalánsko mají také vlastní policejní jednotky: Ertzaintza v Baskicku a Mossos d'Esquadra v Katalánsku. Ostatní společenství mají v těchto ohledech mnohem omezenější kompetence.
Ústava v hrubých rysech uznává historická práva společenství. Tato práva měly kdysi některé španělské regiony na základě jednání s ústřední španělskou vládou. Je samozřejmé, že je bylo nutno poněkud aktualizovat v moderním autonomním statutu příslušného novodobého autonomního společenství. To vysvětluje, proč Baskicko a Navarra vybírají daně a vyjednávají se španělskou vládou o tom, kolik peněz musejí dodat státu, zatímco ostatní společenství to mají pevně stanoveno.
Počátečním záměrem nebyla autonomie všech částí Španělska, ale jen těch „historických“. Zatímco se teprve rodila moderní španělská ústava, vypukly v Andalusii lidové protesty za právo na autonomii, při nichž 4. prosince 1977 demonstrovalo v andaluských ulicích více než 1 a půl milionu lidí. Důsledkem bylo začlenění dvou článků týkajících se autonomie do dokončené ústavy z roku 1978: článku 143, který umožňuje všem regionům získat autonomii, s určitým omezením přenesení pravomocí (což bylo kritiky decentralizace nazýváno Café para todos „káva pro každého“); a článku 151, který umožnil vznik autonomních společenství vybavených značným stupněm autonomie.
Článek 151 dal automaticky autonomii těm regionům, které se jí těšily během Druhé španělské republiky na základě ústavy z roku 1931. Těmito regiony byly Baskicko, Galicie a Katalánsko, ovšem po vypuknutí španělské občanské války byla jejich autonomie nakonec zlikvidována. Tento článek však také nabídl možnost získat stejnou míru autonomie i ostatním regionům či národnostem, pokud by byla schválena v referendu.
Samostatný autonomní statut pro Andalusii navrhl a předložil ke schválení Blas Infante, v červnu 1936 ho pak schválil parlament a v září 1936 v referendu také obyvatelé Andalusie. Bohužel však mezitím v červenci vypukla občanská válka, poté byl v srpnu 1936 frankistickými rebely zavražděn Blas Infante, což tento autonomistický projekt zhatilo.

## Regionální symboly
Každé autonomní společenství a obě autonomní města používají také vlastní symboly, jakými jsou znak a vlajka, v některých případech také regionální hymnu. 10 společenství a Ceuta používá hned 2 nebo i 3 (Asturie) vlajky současně.

## Seznam autonomních společenství Španělska a jejich provincií
| Název Místní názvy | Hlavní město Místní názvy | Provincie Místní názvy                        | Hlavní město Místní názvy                          |
| --- | ------------------------- | --------------------------------------------- | -------------------------------------------------- |
| Andalusie Comunidad Autónoma de Andalucía                                                                                 | Sevilla                   | Almería                                       | Almería                                            |
| Andalusie Comunidad Autónoma de Andalucía                                                                                 | Sevilla                   | Cádiz                                         | Cádiz                                              |
| Andalusie Comunidad Autónoma de Andalucía                                                                                 | Sevilla                   | Córdoba                                       | Córdoba                                            |
| Andalusie Comunidad Autónoma de Andalucía                                                                                 | Sevilla                   | Granada                                       | Granada                                            |
| Andalusie Comunidad Autónoma de Andalucía                                                                                 | Sevilla                   | Huelva                                        | Huelva                                             |
| Andalusie Comunidad Autónoma de Andalucía                                                                                 | Sevilla                   | Jaén                                          | Jaén                                               |
| Andalusie Comunidad Autónoma de Andalucía                                                                                 | Sevilla                   | Málaga                                        | Málaga                                             |
| Andalusie Comunidad Autónoma de Andalucía                                                                                 | Sevilla                   | Sevilla                                       | Sevilla                                            |
| Aragonie Comunidad Autónoma de Aragón                                                                                     | Zaragoza                  | Huesca                                        | Huesca                                             |
| Aragonie Comunidad Autónoma de Aragón                                                                                     | Zaragoza                  | Teruel                                        | Teruel                                             |
| Aragonie Comunidad Autónoma de Aragón                                                                                     | Zaragoza                  | Zaragoza                                      | Zaragoza                                           |
| Asturské knížectví Šp. Comunidad Autónoma del Principado de Asturias As. Comunidá Autónoma del Principáu d' Asturies      | Šp. Oviedo As. Uviéu      | Asturie Šp. Asturias As. Asturies             | Šp. Oviedo As. Uviéu                               |
| Baleáry Kat. Comunitat Autònoma de les Illes Balears Šp. ofic. Comunidad Autónoma de las Illes Balears Šp. Islas Baleares | Palma de Mallorca         | Baleáry Kat. Illes Balears Šp. Islas Baleares | Palma de Mallorca                                  |
| Baskicko Ba. ofic. Euskal Autonomia Erkidegoa Ba. Euskadi Šp. Comunidad Autónoma del País Vasco                           | Šp. Vitoria Ba. Gasteiz   | Ba. Araba Šp. Álava                           | Ba. Gasteiz Šp. Vitoria                            |
| Baskicko Ba. ofic. Euskal Autonomia Erkidegoa Ba. Euskadi Šp. Comunidad Autónoma del País Vasco                           | Šp. Vitoria Ba. Gasteiz   | Ba. Gipuzkoa Šp. Guipúzcoa                    | Ba. Donostia Šp. San Sebastián                     |
| Baskicko Ba. ofic. Euskal Autonomia Erkidegoa Ba. Euskadi Šp. Comunidad Autónoma del País Vasco                           | Šp. Vitoria Ba. Gasteiz   | Ba. Bizkaia Šp. Vizcaya                       | Ba. Bilbo Šp. Bilbao                               |
| Extremadura Comunidad Autónoma de Extremadura                                                                             | Mérida                    | Badajoz                                       | Badajoz                                            |
| Extremadura Comunidad Autónoma de Extremadura                                                                             | Mérida                    | Cáceres                                       | Cáceres                                            |
| Galicie Ga. Comunidade Autónoma de Galiza Šp. Comunidad Autónoma de Galicia                                               | Santiago de Compostela    | Ga. A Coruña Šp. La Coruña                    | Ga. A Coruña Šp. La Coruña                         |
| Galicie Ga. Comunidade Autónoma de Galiza Šp. Comunidad Autónoma de Galicia                                               | Santiago de Compostela    | Lugo                                          | Lugo                                               |
| Galicie Ga. Comunidade Autónoma de Galiza Šp. Comunidad Autónoma de Galicia                                               | Santiago de Compostela    | Ga. Ourense Šp. Orense                        | Ga. Ourense Šp. Orense                             |
| Galicie Ga. Comunidade Autónoma de Galiza Šp. Comunidad Autónoma de Galicia                                               | Santiago de Compostela    | Pontevedra                                    | Pontevedra                                         |
| Kanárské ostrovy Comunidad Autónoma de Islas Canarias                                                                     | Santa Cruz de Tenerife    | Santa Cruz de Tenerife                        | Santa Cruz de Tenerife                             |
| Kanárské ostrovy Comunidad Autónoma de Islas Canarias                                                                     | Santa Cruz de Tenerife    | Las Palmas                                    | Las Palmas de Gran Canaria                         |
| Kantábrie Comunidad Autónoma de Cantabria                                                                                 | Santander                 | Kantábrie                                     | Santander                                          |
| Kastilie – La Mancha Comunidad Autónoma de Castilla-La Mancha                                                             | Toledo                    | Albacete                                      | Albacete                                           |
| Kastilie – La Mancha Comunidad Autónoma de Castilla-La Mancha                                                             | Toledo                    | Ciudad Real                                   | Ciudad Real                                        |
| Kastilie – La Mancha Comunidad Autónoma de Castilla-La Mancha                                                             | Toledo                    | Cuenca                                        | Cuenca                                             |
| Kastilie – La Mancha Comunidad Autónoma de Castilla-La Mancha                                                             | Toledo                    | Guadalajara                                   | Guadalajara                                        |
| Kastilie – La Mancha Comunidad Autónoma de Castilla-La Mancha                                                             | Toledo                    | Toledo                                        | Toledo                                             |
| Kastilie a León Comunidad Autónoma de Castilla y León                                                                     | Valladolid                | Ávila                                         | Ávila                                              |
| Kastilie a León Comunidad Autónoma de Castilla y León                                                                     | Valladolid                | Burgos                                        | Burgos                                             |
| Kastilie a León Comunidad Autónoma de Castilla y León                                                                     | Valladolid                | León                                          | León                                               |
| Kastilie a León Comunidad Autónoma de Castilla y León                                                                     | Valladolid                | Palencia                                      | Palencia                                           |
| Kastilie a León Comunidad Autónoma de Castilla y León                                                                     | Valladolid                | Salamanca                                     | Salamanca                                          |
| Kastilie a León Comunidad Autónoma de Castilla y León                                                                     | Valladolid                | Segovia                                       | Segovia                                            |
| Kastilie a León Comunidad Autónoma de Castilla y León                                                                     | Valladolid                | Soria                                         | Soria                                              |
| Kastilie a León Comunidad Autónoma de Castilla y León                                                                     | Valladolid                | Valladolid                                    | Valladolid                                         |
| Kastilie a León Comunidad Autónoma de Castilla y León                                                                     | Valladolid                | Zamora                                        | Zamora                                             |
| Katalánsko Kat. Comunitat Autònoma de Catalunya Šp. Comunidad Autónoma de Cataluña Okc. Comunautat Autonòma de Catalonha  | Barcelona                 | Barcelona                                     | Barcelona                                          |
| Katalánsko Kat. Comunitat Autònoma de Catalunya Šp. Comunidad Autónoma de Cataluña Okc. Comunautat Autonòma de Catalonha  | Barcelona                 | Ka. Girona Šp. Gerona                         | Ka. Girona Sp. Gerona                              |
| Katalánsko Kat. Comunitat Autònoma de Catalunya Šp. Comunidad Autónoma de Cataluña Okc. Comunautat Autonòma de Catalonha  | Barcelona                 | Ka. Lleida Šp. Lérida Okc. Lhèida             | Ka. Lleida Šp. Lérida Okc. Lhèida                  |
| Katalánsko Kat. Comunitat Autònoma de Catalunya Šp. Comunidad Autónoma de Cataluña Okc. Comunautat Autonòma de Catalonha  | Barcelona                 | Tarragona                                     | Tarragona                                          |
| La Rioja Comunidad Autónoma de La Rioja                                                                                   | Logroño                   | La Rioja                                      | Logroño                                            |
| Madrid Comunidad de Madrid                                                                                                | Madrid                    | Madrid                                        | Madrid                                             |
| Murcie Comunidad Autónoma de la Región de Murcia                                                                          | Murcia                    | Murcie Murcia                                 | Murcia                                             |
| Navarra Šp. Comunidad Foral de Navarra Ba. Nafarroa Foru Komunitatea                                                      | Pamplona Ba. Iruña        | Navarra Ba. Nafarroa Šp. Navarra              | Pamplona Ba. Iruña                                 |
| Valencie Ka. Comunitat Valenciana Šp. Comunidad Valenciana                                                                | Valencie                  | Šp. Alicante Ka. Alacant                      | Šp. Alicante Ka. Alacant                           |
| Valencie Ka. Comunitat Valenciana Šp. Comunidad Valenciana                                                                | Valencie                  | Šp. Castellón Ka. Castelló                    | Šp. Castellón de la Plana Ka. Castelló de la Plana |
| Valencie Ka. Comunitat Valenciana Šp. Comunidad Valenciana                                                                | Valencie                  | Šp. Valencia Ka. València                     | Šp. Valencia Ka. València                          |

## Údaje o jednotlivých společenstvích
| Autonomní společenství nebo autonomní město | Rozloha km² | % rozlohy Španělska | Počet obyvatel (2021) | % populace Španělska | Hustota zalidnění (obyv./km²) | HDP na hlavu (2020) | % průměrného HDP na hlavu celého Španělska |
| ------------------------------------------- | ----------- | ------------------- | --------------------- | -------------------- | ----------------------------- | ------------------- | ------------------------------------------ |
| Andalusie                                   | 87 598 km²  | 17,2%               | 8 472 407             | 17,88%               | 96,71 obyv./km²               | 17 747 eur          | 74,9 %                                     |
| Aragonie                                    | 47 720 km²  | 9,4%                | 1 326 261             | 2,80%                | 27,79 obyv./km²               | 26 512 eur          | 111,9 %                                    |
| Asturie                                     | 10 604 km²  | 2,1%                | 1 011 792             | 2,14%                | 95,42 obyv./km²               | 21 149 eur          | 89,3 %                                     |
| Baleáry                                     | 4 992 km²   | 1,0%                | 1 173 008             | 2,48%                | 234,98 obyv./km²              | 22 048 eur          | 93,1 %                                     |
| Baskicko                                    | 7 235 km²   | 1,4%                | 2 213 993             | 4,67%                | 306,01 obyv./km²              | 30 401 eur          | 128,3 %                                    |
| Extremadura                                 | 41 582 km²  | 8,2%                | 1 059 501             | 2,24%                | 25,48 obyv./km²               | 18 301 eur          | 77,2 %                                     |
| Galicie                                     | 29 574 km²  | 5,8%                | 2 695 645             | 5,69%                | 91,15 obyv./km²               | 21 903 eur          | 92,4 %                                     |
| Kantábrie                                   | 5 321 km²   | 1,0%                | 584 507               | 1,23%                | 109,85 obyv./km²              | 22 096 eur          | 93,3 %                                     |
| Kanárské ostrovy                            | 7 447 km²   | 1,5%                | 2 172 944             | 4,59%                | 291,7 obyv./km²               | 17 448 eur          | 73,6 %                                     |
| Kastilie a León                             | 94 226 km²  | 18,6%               | 2 383 139             | 5,03%                | 25,29 obyv./km²               | 23,67 eur           | 97,8 %                                     |
| Kastilie – La Mancha                        | 79 462 km²  | 15,7%               | 2 049 562             | 4,33%                | 25,79 obyv./km²               | 19 369 eur          | 81,7 %                                     |
| Katalánsko                                  | 32 091 km²  | 6,3%                | 7 763 362             | 16,38%               | 241,92 obyv./km²              | 27 812 eur          | 117,4 %                                    |
| La Rioja                                    | 5 045 km²   | 1,0%                | 319 796               | 0,67%                | 63,39 obyv./km²               | 25 714 eur          | 108,5 %                                    |
| Madrid                                      | 8 028 km²   | 1,6%                | 6 751 251             | 14,25%               | 840,96 obyv./km²              | 32 048 eur          | 135,3 %                                    |
| Murcie                                      | 11 313 km²  | 2,2%                | 1 518 486             | 3,20%                | 134,22 obyv./km²              | 19 838 eur          | 83,7 %                                     |
| Navarra                                     | 10 390 km²  | 2,1%                | 661 537               | 1,40%                | 63,67 obyv./km²               | 29 314 eur          | 123,7 %                                    |
| Valencie                                    | 23 255 km²  | 4,6%                | 5 058 138             | 10,67%               | 217,51 obyv./km²              | 20 792 eur          | 87,8 %                                     |
| Ceuta                                       | 19 km²      | 0,004%              | 83 517                | 0,18%                | 4 395,69 obyv./km²            | 19 559 eur          | 82,6 %                                     |
| Melilla                                     | 13 km²      | 0,003%              | 86 261                | 0,18%                | 6 617 obyv./km²               | 17 900 eur          | 75,5 %                                     |
| Španělsko                                   | 505 988 km² |                     | 46 557 008            |                      | 87,17 obyv./km²               | 23 693 eur          | 100 %                                      |